# Мьон
Мьон (на датски: Møn) е деветият по големина датски остров в Балтийско море. На него живеят близо 10 хил. души (2020 г.). Площ 218 km².

## География
Остров Мьон е разположен в югоизточната част на страната. Дължината му от запад на изток е 30 km, а максималната ширина до 8 km. На запад протока Гренсун го отделя от остров Фалстер, а на север безименен проток и залива Стегебугт – от остров Шеланд. Бреговете му (с изключение на източната му част) са предимно ниски, малко по-разчленени на север (залива Стегебугт). Изграден е главно от варовици и глини, препокрити с ледникови наслаги. Релефът е предимно равнинен, с отделни моренни хълмове с максимална височина 143 m (в най-източната му част). Отделни участъци от острова, предимно на северозапад лежат под морското равнище. В средата е разположено езерото Норет (дължина 6 km, ширина до 1,5 km). В миналото островът е бил покрит с гъсти букови и дъбови гори, от които сега са се запазили отделни малки участъци. Отглеждат се зърнени култури, треви за кърма на животните, захарно цвекло и се развива интензивно животновъдство. Най-големият град на острова е Стеге, разположен между залива Стегебугт и езерото Норет.